# Alma Juventus Fano 1906
L'Alma Juventus Fano 1906, meglio nota come Fano, è stata una società calcistica italiana con sede nella città di Fano. 
Nata nel 1906, è stata messa in liquidazione nel marzo 2025. Il suo colore sociale era il granata.
Occupava il 94º posto nella graduatoria per la tradizione sportiva dei club calcistici secondo i criteri della FIGC.

## Storia

### Dalle origini al secondo dopoguerra

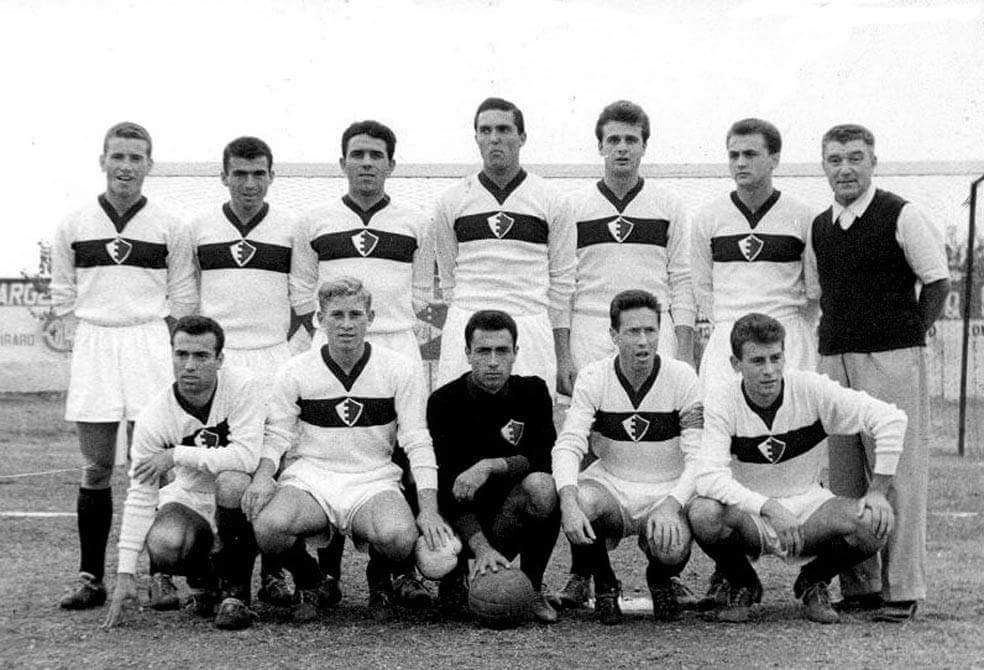
Fano Alma Juventus 1956-1957

La società nacque nel 1906 con il nome Fanum Fortunae, per iniziativa di un professore di latino del liceo classico locale (Guido Nolfi). Inizialmente fu seguita dal milanese Emilio Caiani, in un'epoca nel quale il calcio era poco conosciuto. Il 13 maggio 1915, un gruppo di giovani radunati nel circolo di San Paterniano (patrono fanese, celebrato il 10 luglio) diede alla società l'attuale nome. Sei anni più tardi, nel 1921, nacque il campo Metauro (sito in via Roma). Nel 1930, i granata si spostarono nell'impianto allora noto come Borgo Metauro, che fu successivamente intitolato al giocatore Raffaele Mancini. Intanto, nel 1925, la squadra aveva partecipato al campionato regionale di Terza Divisione.
Il club assunse maggior notorietà nel 1935, disputando il campionato di Serie C e raggiungendo i sedicesimi di finale in Coppa Italia dove fu eliminato dal Milan. Il Fano militò in terza serie fino al 1948, quando retrocesse nonostante il quarto posto a causa della riforma dei campionati.

### Dalla seconda metà del Novecento agli anni duemiladieci

Il fanese doc Giovanni Cornacchini in maglia granata negli anni 80

Dopo un lungo limbo nelle categorie minori durato quasi un trentennio, il Fano ricompare in Serie C nella stagione 1975-1976. Vincitore della prima edizione del campionato di Serie C2 (stagione 1978-1979), disputa numerose stagioni nella terza divisione con la soddisfazione di aver sfiorato in talune occasioni la promozione in Serie B, come nella stagione 1980-1981, in cui si classificò terzo dietro a Reggiana e Cremonese. Un altro risultato di rilievo in Serie C1 fu il quinto posto nella stagione 1990-1991. Nel 1999, dopo oltre un ventennio di partecipazioni tra Serie C1 e Serie C2, retrocesse in Serie D.
Nel nuovo millennio disputò tre stagioni in Serie C2, dal 2002-2003 al 2004-2005, dopodiché retrocesse nuovamente. Nella stagione 2008-2009, la compagine marchigiana occupa per quasi tutta l'annata il primo posto in Serie D: soltanto nelle battute finali viene superata dalla Pro Vasto terminando il torneo in seconda posizione; tuttavia viene ripescata in Lega Pro. Gli anni seguenti vedranno il club afflitto da problemi economici, senza tuttavia minare i risultati sportivi. Nel 2012, il Fano ingaggia due "figli d'arte": Andrea Mancini in campo e Karel Zeman in panchina. L'allenatore ceco viene esonerato a settembre, dopo la sconfitta per 6-0 con l'Alessandria, preludio di una stagione tribolata che vede i granata retrocedere in Serie D.

### Dagli anni duemiladieci ai giorni nostri
Nella stagione 2014-2015 il Fano raggiunge il secondo posto in Serie D dietro alla Maceratese, la possibile risalita sfuma poi nella semifinale dei play-off. Il secondo posto conseguito nel torneo dilettantistico permette al Fano di disputare la Coppa Italia 2015-2016, dove esce al primo turno contro il Feralpisalò. In campionato arriva nuovamente secondo, dietro alla Sambenedettese, e vince i play-off del proprio girone. In occasione dell'allargamento della Lega Pro a 60 squadre e alla mancata iscrizione di alcuni club, il Fano è riammesso nella serie superiore.

Il logo dell'Alma Juventus Fano in uso dal 2010 fino al 2017

Inserito nel girone B di Lega Pro 2016-2017, la prima parte della stagione si rivela molto complicata, tanto che il Fano termina il girone d'andata con 15 punti, all'ultimo posto insieme al Mantova. Tre giornate più tardi, con la squadra scivolata a -4 dal penultimo posto, il tecnico Giovanni Cusatis viene sostituito da Agatino Cuttone. Dopo questo avvicendamento, insieme a un mercato di riparazione mirato a rinforzare l'attacco, la squadra dà segnali di ripresa e con una serie di risultati utili, tra cui una vittoria in casa del Parma secondo in classifica, torna in corsa per la salvezza. La vittoria all'ultima giornata contro il Bassano permette al Fano di stabilirsi al 17º posto (con 39 punti) e affrontare il Forlì ai play-out con la partita di ritorno in casa. Dopo l'1-1 dell'andata, il Fano vince al ritorno per 2-0 e si assicura la permanenza nella nuova Serie C.
La stagione 2017-2018 ricalca sotto diversi aspetti quella precedente: alla fine del girone d'andata il Fano è all'ultimo posto, stavolta insieme al Santarcangelo, nonostante il cambio di allenatore da Cuttone a Oscar Brevi, per poi ritrovarsi all'ultimo posto in solitaria qualche giornata più tardi. Ma ancora una volta la squadra si risolleva nel girone di ritorno, con risultati utili anche contro squadre di alta classifica; il raggiungimento della salvezza si compie all'ultima giornata grazie alla vittoria per 0-1 contro la Fermana, che porta il Fano al tredicesimo posto finale, con 38 punti.
Per la Serie C 2018-2019, che segna tra l'altro il ritorno del derby contro la Vis Pesaro, viene scelto come nuovo allenatore Massimo Epifani, alla guida di una squadra in buona parte composta da giocatori in prestito dal Pescara. Il Fano totalizza 20 punti nel girone d'andata, piazzandosi al 15º posto, appena al di sopra della zona play-out. Nei mesi successivi la situazione peggiora e a metà del girone di ritorno la squadra scivola in fondo alla classifica. L'arrivo a marzo di Fabio Brini sulla panchina granata non inverte la rotta e la stagione si conclude con l'ultimo posto (38 punti, gli stessi della Virtus Verona ma con gli scontri diretti a sfavore) e la retrocessione, arrivata all'ultima giornata nonostante la vittoria sulla Triestina. Tuttavia, con la mancata iscrizione di alcune squadre per la stagione successiva, il Fano ha la possibilità di presentare domanda per essere riammesso in serie C e il 12 luglio viene ufficializzata la riammissione.
Nella stagione di Serie C 2019-2020, dopo un girone d'andata chiuso con scarsi risultati e il cambio di allenatore (da Gaetano Fontana a Marco Alessandrini), il Fano si salva ai play-out. Nel luglio 2020 il presidente Gabellini lascia dopo 9 anni la proprietà e presidenza dell'Alma, cedendo il 100% delle quote al sambenedettese Enrico Fattò Offidani. La gestione Offidani non riesce però a garantire al club la sopravvivenza in Serie C: l'Alma perde i play-out contro l'Imolese e retrocede in Serie D. Offidani lascia così la società dopo appena un anno a Mario Alessandro Russo.
La stagione 2021-22 si è conclusa con una salvezza ottenuta ai play out contro il Castelfidardo in virtù del pareggio per 1-1 e del miglior posizionamento in classifica della squadra di mister Raimondo Catalano nel Girone F di Serie D.
Nella stagione 2022-23 la squadra è affidata ad Andrea Mosconi ed è tra le prime squadre nella classifica “Giovani D Valore”. L’Alma Juventus Fano, con un girone di ritorno nel quale ha conquistato più punti di tutte le squadre del Girone F, termina il campionato al quarto posto e vince i play off.
La squadra granata retrocede dalla Serie D all'Eccellenza nel campionato 2023-24, arrivando terzultima nel girone F, con 32 punti totalizzati. 
Nel 2024-25 milita in Eccellenza, giocando le partite interne allo stadio Comunale di Fermignano: questo in seguito alla mancata concessione dello stadio Mancini da parte del Comune di Fano. Nel marzo 2025, dopo un fallito tentativo di cessione, il presidente Salvatore Guida mette in liquidazione la società, sancendo la fine dell'Alma Juventus Fano. Il marchio societario è rilevato in aprile dall'avvocato Giovanni Orciani.

## Strutture

### Stadio

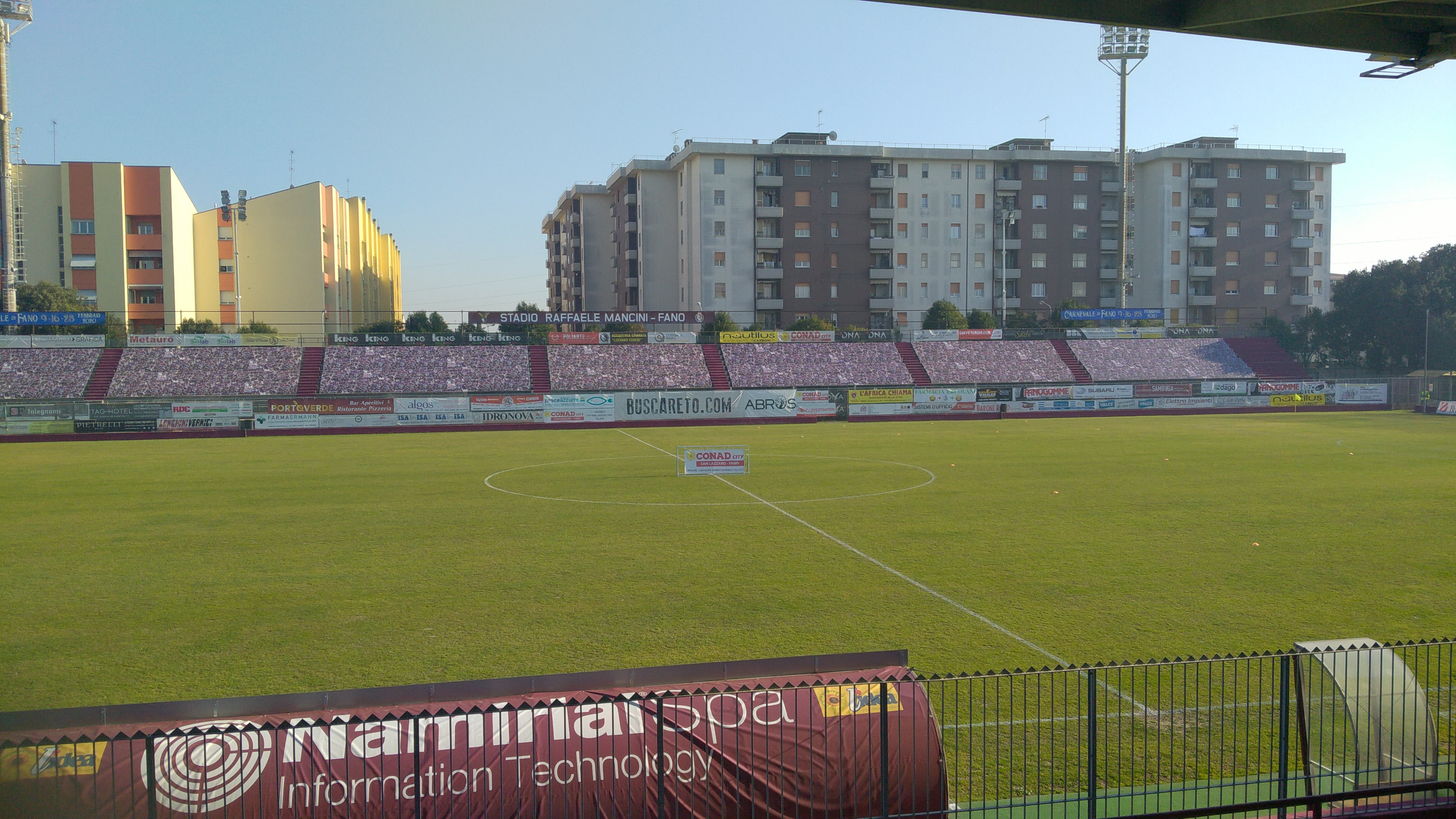
Lo stadio Raffaele Mancini

L'Alma Juventus Fano ha giocato le proprie partite interne allo stadio Raffaele Mancini fino alla stagione 2023-24. L'impianto si trova a sud est del centro abitato di Fano. Lo stadio è provvisto di una tribuna centrale coperta di 660 posti a sedere, di una gradinata di 1 096 posti e di un settore ospiti confinanti tra loro di 850 posti, e di una curva dove risiede il tifo organizzato del Fano da 1 440 posti per un totale di 4 046 posti. Lo stadio fu inaugurato nel 1930, chiamato inizialmente Polisportivo Borgo Metauro è stato poi intitolato a Raffaele Mancini, ex calciatore del Fano.

## Società

### Organigramma societario
Dal sito internet ufficiale della società.
- Salvatore Guida - Presidente
- - Vicepresidente
- - Direttore Generale
- Marco Minardi - Segreteria generale
- Pasquale Acunzo - Responsabile area tecnica
- - Responsabile marketing
- - Presidente Settore Giovanile
- Pasquale Acunzo - Responsabile settore giovanile
- Matteo Tunesi - Team manager
- - Ufficio stampa
- - Medico sociale
- - Responsabile sanitario
- - Resp. Logistica

## Allenatori e presidenti
Di seguito l'elenco degli allenatori e dei presidenti.
- 1915-1921 Inattivo
- 1921-1934 ...
- 1934-1935  Giovanni Borgato
- 1936-1938  Remigio Sartoris
- 1938-1940  Italo Breviglieri
- 1940-1941  Lando Benini
- 1941-1943  Carlo Balzani
- 1943-1945 Inattivo
- 1945-1976 ...
- 1976-1977  Attilio Santarelli
- 1977-1978  Eugenio Fantini (1ª-?ª)
 Italo Castellani (?ª-38ª)
- 1978-1979  Osvaldo Bagnoli
- 1979-1981  Luigi Mascalaito
- 1981-1982  Beniamino Di Giacomo (1ª-8ª)
 Marino Bergamasco (9ª-34ª)
- 1982-1983  Guido Vincenzi (1ª-14ª)
 Enzo Robotti (15ª-34ª)
- 1983-1984  Giancarlo Danova (1ª-13ª)
 Gianni Balugani (14ª-31ª)
 Giorgio Ciaschini (32ª-34ª)
- 1984-1985  Osvaldo Jaconi
- 1985-1986  Osvaldo Jaconi (1ª-?ª)
 Giorgio Ciaschini (?ª-34ª)
- 1986-1987  Giorgio Ciaschini (1ª-?ª)
 Loris Servadio (?ª-34ª)
- 1987-1988  Francesco Scorsa (1ª-28ª)
 Loris Servadio (29ª-34ª)
- 1988-1989  Carlo Florimbi
- 1989-1990  Salvatore Esposito
- 1990-1991  Francesco Guidolin
- 1991-1992  Giorgio Ciaschini
- 1992-1993  Marco Alessandrini (1ª-20ª)
 Gianni Boiani (21ª)
 Nello Santin (22ª-34ª)
- 1993-1994  Alberto Cavasin
- 1994-1995  Ettore Donati
- 1995-1996  Ettore Donati (1ª-8ª)
 Bruno Giordano (9ª-31ª)
 Ettore Donati (32ª-34ª e play-out)
- 1996-1997  Guido Attardi (1ª-9ª)
 Aldo Ammazzalorso (20ª-34ª)
- 1997-1998  Fabio Salvatici (1ª-6ª)
 Lorenzo Rubinacci (7ª-17ª)
 Angelo Becchetti (18ª)
 Carlo Regno (19ª-25ª)
 Gabriele Ceccolini (26ª-34ª)
- 1998-1999  Gianluca Cesaro (1ª-22ª)
 Giovanni Mei (23ª-34ª e play-out)
- 1999-2000  Giovanni Mei
- 2000-2002  Gianluca Gaudenzi
- 2002-2003  Giancarlo Favarin (1ª-8ª)
 Ubaldo Righetti (9ª-25ª)
 Giancarlo Favarin (26ª-34ª e play-out)
- 2003-2004  Gabriele Morganti
- 2004-2005  Gabriele Morganti (1ª-26ª)
 Roberto Alberti Mazzaferro (27ª-38ª e play-out)
- 2005-2006  Adriano Piraccini (1ª-?ª)
 Leonardo Rossi (?ª-34ª)
- 2006-2007  Mirko Omiccioli (1ª-?ª)
 Lamberto Magrini (?ª-34ª e play-off)
- 2007-2008  Vilmer Ferri (1ª-?ª)
 Omar Manuelli (?ª-34ª)
- 2008-2009  Lazzaro Gaudenzi
- 2009-2010  Giovanni Cornacchini
- 2010-2011  Lamberto Zauli (1ª-25ª)
 Gianluca Gaudenzi (26ª-30ª)
- 2011-2012  Gianluca Gaudenzi (1ª-4ª)
 Gabriele Baldassarri (5ª-32ª)
 Karel Zeman (33ª-40ª)
- 2012-2013  Karel Zeman (1ª)
 Lazzaro Gaudenzi (2ª-9ª)
 Massimo Gadda (10ª-34ª)
- 2013-2014  Mirco Omiccioli (1ª-24ª)
 Gianluca De Angelis (25ª-34ª)
- 2014-2016  Marco Alessandrini
- 2016-2017  Giovanni Cusatis (1ª-22ª)
 Agatino Cuttone (23ª-38ª e play-out)
- 2017-2018  Agatino Cuttone (1ª-12ª)
 Oscar Brevi (13ª-38ª)
- 2018-2019  Massimo Epifani (1ª-30ª)
 Fabio Brini (31ª-38ª)
- 2019-2020  Gaetano Fontana (1ª-17ª)
 Marco Alessandrini (18ª-27ª e play-out)
- 2020-2021  Marco Alessandrini (1ª-8ª)
 Flavio Destro (9ª-32ª)
 Alessio Tacchinardi (33ª-38ª e play-out)
- 2021-2022  Carmelo Gioffrè (1ª-8ª)
 Roberto Cappellacci (9ª-13ª)
 Raimondo Catalano (14ª-34ª e play-out)
- 2022-2023  Andrea Mosconi
- 2023-2024  Marco Scorsini (1ª-11ª)
 Alberto Rondina e  Luca Spendolini (12ª-14ª)
 Giovanni Cornacchini (15ª-23ª)
 Manolo Manoni (24ª-34ª)
- 2024-2025  Antonio Aiello (1ª-3ª)
 Claudio Tridici (4ª-11ª)
 Antonio Aiello (12ª-)

- 1915-1921 Inattivo
- 1921-1936 ...
- 1936-1937  Sergio Rossi
- 1937-1938  Giovanni Anelli
- 1938-1940  Aldo Paolini
- 1940-1941  Guglielmo Stella
- 1941-1943  Aldo Paolini
- 1943-1945 Inattivo
- 1945-1976 ...
- 1976-1977  Giovanni Gentili e  Adolfo Montanari
- 1977-1983  Giovanni Gentili
- 1983-1987  Aristide Iacchini
- 1987-1988  Eliseo Mancini
- 1988-1992  Lino Clemente
- 1992-1993  Argeo Carletti
- 1993-1995  Liliana Camissa (Amm. unico)
- 1995-1998  Rosettano Navarra (Amm. unico nel 1995-1996)
- 1998-1999  Franco Clementi
- 1999-2003  Paolo Petrucci
- 2003-2005  Mirco Giovannelli
- 2005-2011  Alberto Caverni
- 2011-2020  Claudio Gabellini
- 2020-2021  Enrico Fattò Offidani
- 2021-2024  Mario Alessandro Russo
- 2024-2025  Salvatore Guida

## Palmarès

### Competizioni interregionali
- Serie C2: 2

1978-1979 (girone C), 1989-1990 (girone C)
- Serie D: 2

1975-1976 (girone D), 2001-2002 (girone E)

### Competizioni regionali
- Promozione: 1

1955-1956
- Seconda Divisione: 1

1931-1932

### Competizioni giovanili
- Campionato Juniores Nazionali: 1

2000-2001

## Statistiche e record

### Partecipazione ai campionati
| Livello | Categoria                  | Partecipazioni | Debutto   | Ultima stagione | Totale |
| ------- | -------------------------- | -------------- | --------- | --------------- | ------ |
| 3º      | Prima Divisione            | 3              | 1932-1933 | 1934-1935       | 31     |
| 3º      | Serie C                    | 17             | 1935-1936 | 2020-2021       | 31     |
| 3º      | Serie C1                   | 10             | 1979-1980 | 1991-1992       | 31     |
| 3º      | Lega Pro                   | 1              | 2016-2017 | 2016-2017       | 31     |
| 4º      | Seconda Divisione          | 1              | 1929-1930 | 1929-1930       | 45     |
| 4º      | Promozione                 | 3              | 1948-1949 | 1950-1951       | 45     |
| 4º      | IV Serie                   | 2              | 1956-1957 | 1958-1959       | 45     |
| 4º      | Serie D                    | 21             | 1959-1960 | 2023-2024       | 45     |
| 4º      | Serie C2                   | 14             | 1978-1979 | 2004-2005       | 45     |
| 4º      | Lega Pro Seconda Divisione | 4              | 2009-2010 | 2012-2013       | 45     |
| 5º      | Campionato Interregionale  | 1              | 1957-1958 | 1957-1958       | 9      |
| 5º      | Serie D                    | 8              | 1999-2000 | 2013-2014       | 9      |
| 5º      | Eccellenza                 | 1              | 2024-2025 | 2024-2025       | 9      |

### Partecipazione alle coppe
| Competizione                    | Partecipazioni | Debutto   | Ultima stagione | Totale |
| ------------------------------- | -------------- | --------- | --------------- | ------ |
| Coppa Italia                    | 8              | 1935-1936 | 2015-2016       | 8      |
| Coppa Italia Semiprofessionisti | 6              | 1975-1976 | 1980-1981       | 35     |
| Coppa Italia Serie C            | 24             | 1981-1982 | 2019-2020       | 35     |
| Coppa Italia Lega Pro           | 5              | 2009-2010 | 2016-2017       | 35     |
| Coppa Italia Serie D            | 13             | 1999-2000 | 2023-2024       | 13     |
| Poule Scudetto                  | 1              | 2001-2002 | 2001-2002       | 1      |

### Statistiche di squadra
Assieme a Sanremese, Pergocrema e Rende, il Fano è stata la prima squadra a vincere il campionato di Serie C2, nel 1978-1979. La Serie C si sdoppiò in Serie C1 e Serie C2 proprio in quella stagione, e la C2 venne divisa in quattro gironi, vinti appunto dalle quattro squadre sopra citate.

## Tifoseria

### Storia

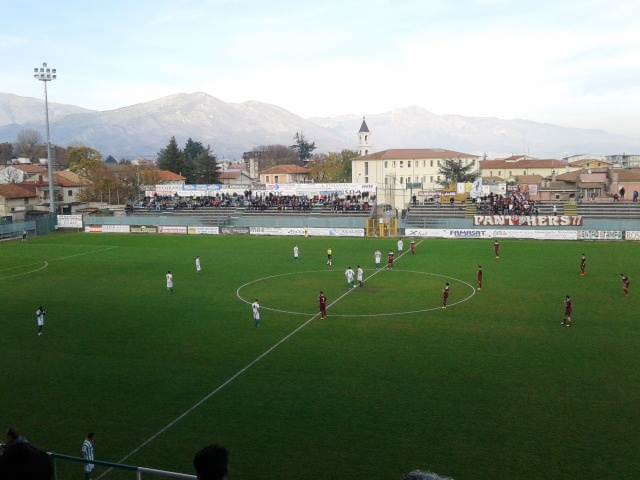
I Panthers in trasferta ad Avezzano

Il gruppo ultras al seguito del Fano sono i Panthers, nati nel 1977 da una costola del club Forza Alma, che precedentemente coordinava il tifo. Altri gruppi sono gli Ultras Fano, Viking Fano, Gruppo giolla e Uomini di mare. Politicamente la curva del Fano si è sempre dichiarata apolitica.

### Gemellaggi e rivalità
La tifoseria fanese ha tre gemellaggi, rispettivamente con i supporters della Jesina dal 1986, con la tifoseria della Vadese dal 2002 e con la curva Mero del Ravenna dal 2004. Altri rapporti di amicizia sono con la Ternana, il più datato, con i tifosi del Carpi dal 2007, con gli olandesi del MVV dal 2009 e quella con i ramarri del Pordenone. La rivalità più importante è con la Vis Pesaro, con cui il Fano disputa il derby storico e provinciale. Altre rivalità sono principalmente con l'Ancona, con quasi tutte le società nella provincia marchigiana e al di fuori dalla regione Marche anche con Gubbio, Perugia, Rimini e Forlì.